# Кубок СССР по хоккею с шайбой 1976
Семнадцатый розыгрыш Кубка СССР по хоккею с шайбой был проведён по новой, смешанной формуле – на первом этапе, после окончания чемпионата СССР, команды высшей и первой лиг, разделённые на 4 группы, играли за 4 путёвки в 1/4 финала, где их ожидали игры с первой четвёркой чемпионата, чьи игроки составляли основу выступающей в это время на чемпионате мира сборной СССР (московское «Динамо» выступало на групповом этапе вне конкурса).

Не состоялся только один матч – свердловский СКА не поехал на игру в Новосибирск, перед этим также не выехав Усть-Каменогорск (там сыграл его молодёжный состав, участвующий в проходящем в городе финале чемпионата СССР).

## Список участников
| Команды класса «А» (Высшая лига) | Команды класса «А» (Первая лига) |
| --- | --- |
| - «Динамо» Москва - «Динамо» Рига - «Крылья Советов» Москва - «Сибирь» Новосибирск - «Спартак» Москва - «Торпедо» Горький - «Трактор» Челябинск - «Химик» Воскресенск - СКА Ленинград - ЦСКА | - «Автомобилист» Свердловск - «Дизелист» Пенза - «Ижсталь» Ижевск - «Кристалл» Саратов - «Локомотив» Москва - «Молот» Пермь - «Сокол» Киев - «Спутник» Нижний Тагил - «Торпедо» Усть-Каменогорск - «Шинник» Омск - СК им. Салавата Юлаева Уфа - СКА Куйбышев - СКА Свердловск - СКА МВО Липецк |

## Предварительный этап
Матчи прошли с 4 по 30 апреля.

### Группа 1
| М | Команда            | 1       | 2       | 3       | 4       | 5       | И | В | Н | П | Ш     | О  |
| - | ------------------ | ------- | ------- | ------- | ------- | ------- | - | - | - | - | ----- | -- |
| 1 | «Динамо» Рига      | -       | 1:5 8:3 | 6:6 9:7 | 4:1 2:2 | 8:3 9:1 | 8 | 5 | 2 | 1 | 47-28 | 12 |
| 2 | СКА Ленинград      | 5:1 3:8 | -       | 7:8 9:6 | 5:3 4:3 | 5:1 3:2 | 8 | 6 | 0 | 2 | 38-32 | 12 |
| 3 | «Ижсталь» Ижевск   | 6:6 7:9 | 8:7 6:9 | -       | 7:2 4:4 | 6:4 3:4 | 8 | 3 | 2 | 3 | 47-45 | 8  |
| 4 | «Сокол» Киев       | 1:4 2:2 | 3:5 3:4 | 2:7 4:4 | -       | 1:3 4:1 | 8 | 1 | 2 | 5 | 20-30 | 4  |
| 5 | «Локомотив» Москва | 3:8 1:9 | 1:5 2:3 | 4:6 4:3 | 3:1 1:4 | -       | 8 | 2 | 0 | 6 | 19-38 | 4  |

### Группа 2
| М | Команда                | 1         | 2       | 3        | 4         | 5       | 6       | И  | В | Н | П | Ш     | О  |
| - | ---------------------- | --------- | ------- | -------- | --------- | ------- | ------- | -- | - | - | - | ----- | -- |
| 1 | «Динамо» Москва        | -         | 5:4 7:3 | 3:1 8:2  | 11:5 11:0 | 5:1 5:5 | 9:2 3:0 | 10 | 9 | 1 | 0 | 67-23 | 19 |
| 2 | «Дизелист» Пенза       | 4:5 3:7   | -       | 6:1 3:9  | 4:2 5:1   | 2:1 1:1 | 4:0 8:3 | 10 | 6 | 1 | 3 | 40-30 | 13 |
| 3 | «Торпедо» Горький      | 1:3 2:8   | 1:6 9:3 | -        | 2:2 11:6  | 6:6 5:4 | 9:4 7:3 | 10 | 5 | 2 | 3 | 53-45 | 12 |
| 4 | «Молот» Пермь          | 5:11 0:11 | 2:4 1:5 | 2:2 6:11 | -         | 1:1 6:2 | 4:4 5:4 | 10 | 2 | 3 | 5 | 32-55 | 7  |
| 5 | СКА Куйбышев           | 1:5 5:5   | 1:2 1:1 | 6:6 4:5  | 1:1 2:6   | -       | 3:3 1:6 | 10 | 0 | 5 | 5 | 25-40 | 5  |
| 6 | «Спутник» Нижний Тагил | 2:9 0:3   | 0:4 3:8 | 4:9 3:7  | 4:4 4:5   | 3:3 6:1 | -       | 10 | 1 | 2 | 7 | 29-53 | 4  |

### Группа 3
| М | Команда                    | 1       | 2        | 3       | 4        | 5       | И | В | Н | П | Ш     | О  |
| - | -------------------------- | ------- | -------- | ------- | -------- | ------- | - | - | - | - | ----- | -- |
| 1 | «Кристалл» Саратов         | -       | 0:4 2:1  | 2:2 8:4 | 2:0 5:4  | 7:3 7:1 | 8 | 6 | 1 | 1 | 33-19 | 13 |
| 2 | СК им. Салавата Юлаева Уфа | 4:0 1:2 | -        | 5:2 2:5 | 5:10 9:5 | 3:4 4:3 | 8 | 5 | 0 | 3 | 33-31 | 10 |
| 3 | «Химик» Воскресенск        | 2:2 4:8 | 2:5 5:2  | -       | 6:2 8:3  | 1:2 4:1 | 8 | 4 | 1 | 3 | 32-25 | 9  |
| 4 | «Автомобилист» Свердловск  | 0:2 4:5 | 10:5 5:9 | 2:6 3:8 | -        | 5:3 7:9 | 8 | 2 | 0 | 6 | 36-47 | 4  |
| 5 | СКА МВО Липецк             | 3:7 1:7 | 4:3 3:4  | 2:1 1:4 | 3:5 9:7  | -       | 8 | 2 | 0 | 6 | 26-38 | 4  |

### Группа 4
| М | Команда                    | 1        | 2        | 3        | 4       | 5        | И | В | Н | П | Ш     | О  |
| - | -------------------------- | -------- | -------- | -------- | ------- | -------- | - | - | - | - | ----- | -- |
| 1 | «Трактор» Челябинск        | -        | 2:1 7:5  | 8:5 5:6  | 8:1 5:3 | 4:4 11:4 | 8 | 6 | 1 | 1 | 50-29 | 13 |
| 2 | «Сибирь» Новосибирск       | 1:2 5:7  | -        | 10:0 6:4 | 3:1 4:5 | +:- 7:4  | 8 | 5 | 0 | 3 | 36-23 | 10 |
| 3 | «Торпедо» Усть-Каменогорск | 5:8 6:5  | 0:10 4:6 | -        | 8:2 1:5 | 5:4 1:3  | 7 | 3 | 0 | 4 | 30-42 | 6  |
| 4 | «Шинник» Омск              | 1:8 3:5  | 1:3 5:4  | 2:8 5:1  | -       | 3:4 6:2  | 8 | 3 | 0 | 5 | 26-35 | 6  |
| 5 | СКА Свердловск             | 4:4 4:11 | -:+ 4:7  | 4:5 3:1  | 4:3 2:6 | -        | 7 | 2 | 1 | 5 | 25-37 | 5  |

## 1/4 финала
| 02.05.1976 | «Трактор» Челябинск | ЦСКА                    | 2:6 |
| 02.05.1976 | «Динамо» Рига       | «Крылья Советов» Москва | 4:6 |
| 02.05.1976 | «Кристалл» Саратов  | «Спартак» Москва        | 5:8 |
| 02.05.1976 | «Динамо» Москва     | «Дизелист» Пенза        | 5:1 |

## 1/2 финала
| 05.05.1976 | «Динамо» Москва | «Спартак» Москва        | 2:1  |
| 05.05.1976 | ЦСКА            | «Крылья Советов» Москва | 10:3 |

## Финал
| 08.05.1976 | «Динамо» Москва | 3:2 (0:1, 0:0, 1:0, 2:1) | ЦСКА | ДС ЦСКА, Москва Зрителей: 3000 |

| Отчёт | Отчёт | Отчёт                                                             | Отчёт | Отчёт |  |
| --- | --- | ----------------------------------------------------------------- | --- | --- |  |
| | |                                                                   | | |  |
| | Владимир Полупанов | Вратари                                                           | Владислав Третьяк | Судья: В.Домбровский (Челябинск) Линейные судьи: Г.Никаноров (Москва) И.Прусов (Москва)                                                                                             |  |
| | Голы: |                                                                   | | Судья: В.Домбровский (Челябинск) Линейные судьи: Г.Никаноров (Москва) И.Прусов (Москва)                                                                                             |  |
| Н.Четвериков 44' А.Севидов (В.Орлов) 69' 3.Билялетдинов (Е.Котлов) 70' | 0:1 :1 1:2 :2 3:2 | 17' Б.Михайлов (В.Петров, В.Харламов) 64' Б.Михайлов (В.Харламов) | | Судья: В.Домбровский (Челябинск) Линейные судьи: Г.Никаноров (Москва) И.Прусов (Москва)                                                                                             |  |
| | |                                                                   | | Судья: В.Домбровский (Челябинск) Линейные судьи: Г.Никаноров (Москва) И.Прусов (Москва)                                                                                             |  |
| | |                                                                   | | Судья: В.Домбровский (Челябинск) Линейные судьи: Г.Никаноров (Москва) И.Прусов (Москва)                                                                                             |  |
| | |                                                                   | | Судья: В.Домбровский (Челябинск) Линейные судьи: Г.Никаноров (Москва) И.Прусов (Москва)                                                                                             |  |
| 12 мин | Штраф | 10 мин                                                            | | Судья: В.Домбровский (Челябинск) Линейные судьи: Г.Никаноров (Москва) И.Прусов (Москва)                                                                                             |  |
| | |                                                                   | | |  |
| | 25 | Броски                                                            | 54 | |  |
| | |                                                                   | | |  |
| | Владимир Юрзинов | Тренер                                                            | Константин Локтев | |  |
| В.Назаров - В.Филиппов, А.Филиппов - В.Паюсов, 3.Билялетдинов - В.Орлов; И.Самочёрнов - А.Мотовилов - Ю.Репс, В.Девятов - Е.Котлов - С.Меликов, Н.Четвериков - А.Фроликов - А.Севидов | В.Назаров - В.Филиппов, А.Филиппов - В.Паюсов, 3.Билялетдинов - В.Орлов; И.Самочёрнов - А.Мотовилов - Ю.Репс, В.Девятов - Е.Котлов - С.Меликов, Н.Четвериков - А.Фроликов - А.Севидов | Состав                                                            | В.Лутченко - В.Палилов, Г.Цыганков - А.Волченков, В.Кузькин - В.Локотко; Б.Михайлов - В.Петров - В.Харламов, В.Викулов - В.Жлуктов - Б.Александров, В.Попов - А.Лобанов - А.Волчков | В.Лутченко - В.Палилов, Г.Цыганков - А.Волченков, В.Кузькин - В.Локотко; Б.Михайлов - В.Петров - В.Харламов, В.Викулов - В.Жлуктов - Б.Александров, В.Попов - А.Лобанов - А.Волчков |  |